# Лион Ситон
Лион Ситон (енгл. Leon Seaton; 18. мај 2004) гвајански је пливач чија специјалност су спринтерске трке слободним, делфин и леђним стилом. 

## Спортска каријера
Ситон је скренуо пажњу спортске јавности на себе запаженијим учешћем у финалима на карипским првенствима за млађе категорије.
У конкуренцији сениора дебитовао је као петнаестогодишњак на светском првенству у корејском Квангџуу 2019. где је учествовао у квалификацијама на 50 делфин (77. место) и 50 леђно (65. место). У обе трке испливао је личне рекорде.